# Міські брами Львова

Ігор Качор. Міські брами на пластичній панорамі Львова середини XVIII ст.

Міські брами Львова заклали у XIV ст. при зведенні першої мурованої лінії оборони міста — Високого муру навколо Середмістя, яке розпланували на давньому торговому шляху від Балтики, Волині, столичних Холма і Володимира до столичного Галича, Поділля, Чорного моря, трансформованому серед рядової забудови міста у вісь вулиць Краківської і Галицької, що проходила через західну сторону площі Ринок. У місцях перетину осі вулиць з Високим муром були закладені дві міські брами, що отримали аналогічні назви — Краківська і Галицька.

## Історія

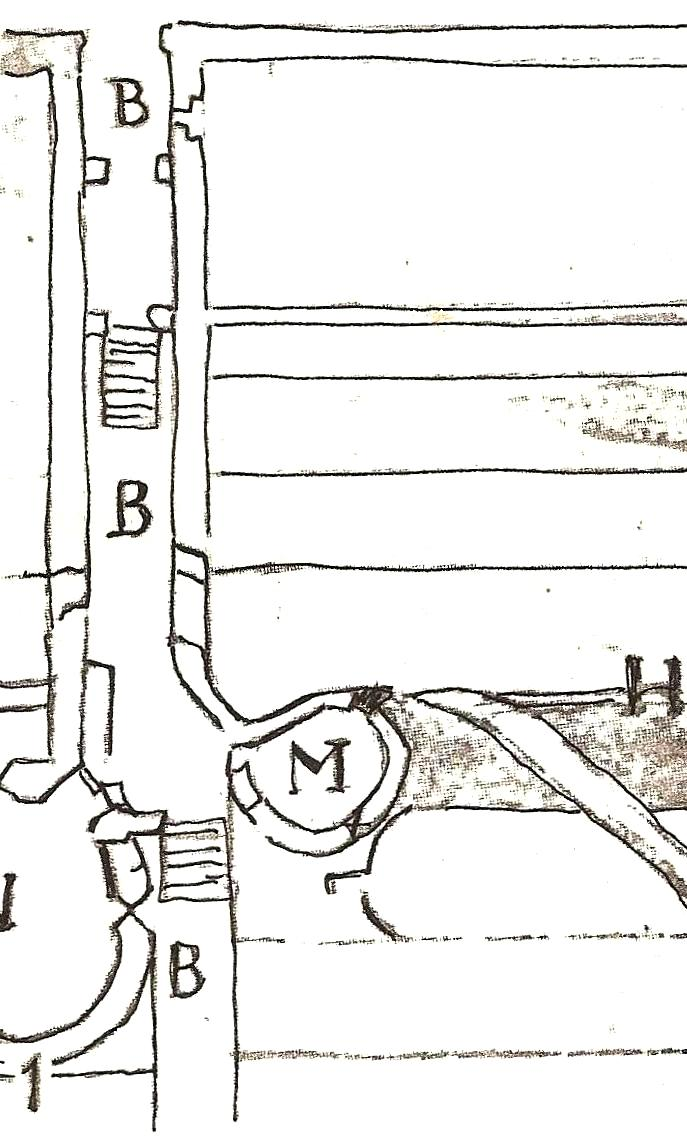
Схема Галицької брами з плану 1622 року

Перші хроніки Львова, міські документи, доволі несистематичні археологічні дослідження дають підстави впевнено стверджувати про загосподарювання терену Середмістя ще у добу князя Лева І, який заклав тут Низький замок і свій палац. Через брак археологічних досліджень відкритим залишається питання про зведення Левом І укріплень навколо Середмістя і їхній гіпотетичний вигляд. Північне прясло укріплень Середмістя постало понад улогвиною потоку, над якою біля Низького замку мала б знаходитись переправа, трансформована у міст Краківської брами. Схожим чином біля Галицької брами мав би постати міст через ще один потік. Внутрішні частини обох брам сформувались у XV ст., наприкінці якого почали закладати їхні зовнішні частини на міському валі.

## Галицька брама

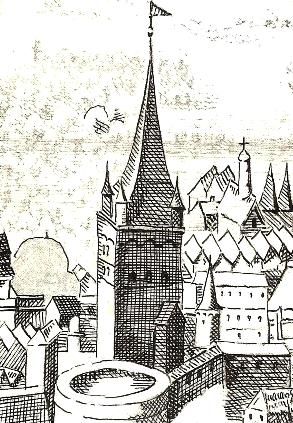
Вежа кравців на панорамі 1608 року

Галицька брама на пластичній панорамі готичного Львова І. Качора

Макет внутрішньої частини Галицької брами. Автор І. Качор

Давній міський архів Львова згорів 1381 р., а у нових міських книгах вже 1382 р. було згадано Галицьку браму із звідним мостом. На 1407 р. було зведено мурований міст перед внутрішньою брамою, який очевидно повинен був вести до зовнішньої брами. Такий міст, званий шиєю, з двох сторін повинен був бути обмурований високим оборонним муром з бійницями, у якому йшов потаємний прохід. Вежу кравців понад брамою завершили до 1431 р., а за рік до цього у документах згадувався сурмач при годиннику на брамі. Падіння Константинополя, просування кордонів Османської імперії призвели у середині XV ст. до ускладнення міжнародної ситуації, через що біля зовнішньої брами на валі почали будувати круглий барбакан діаметром 21 м. Під час пожежі у червні 1527 р. у вежі кравців вибухнув запас пороху, що призвело до її руйнації, а під її закненими загинуло чимало міщан. До 1564 р. Габрієль Квадро відбудував вежу кравців, а біля зовнішньої брами звели малу вежу діаметром 12 м. У 1580-х роках майстер Себастьян Мочигемба збудував біля брами людвисарню для відливання гармат. У вежі Галицької брами проживав людвисар, який у вигляді плати що три роки повинен був безкоштовно відлити гармату з матеріалу наданого містом. Вздовж мурів шиї брами стояли ятки купців і ремісників, а у самій брамі торгували господарським знаряддям дрібні купці. На 1666 р. годинник брами стояв закинутим, а ще через десять років архітектор Мартин Годний відбудував браму і вежу від фундаментів.

## Краківська брама

Гранчаста вежа кушнірів на панорамі 1608 року

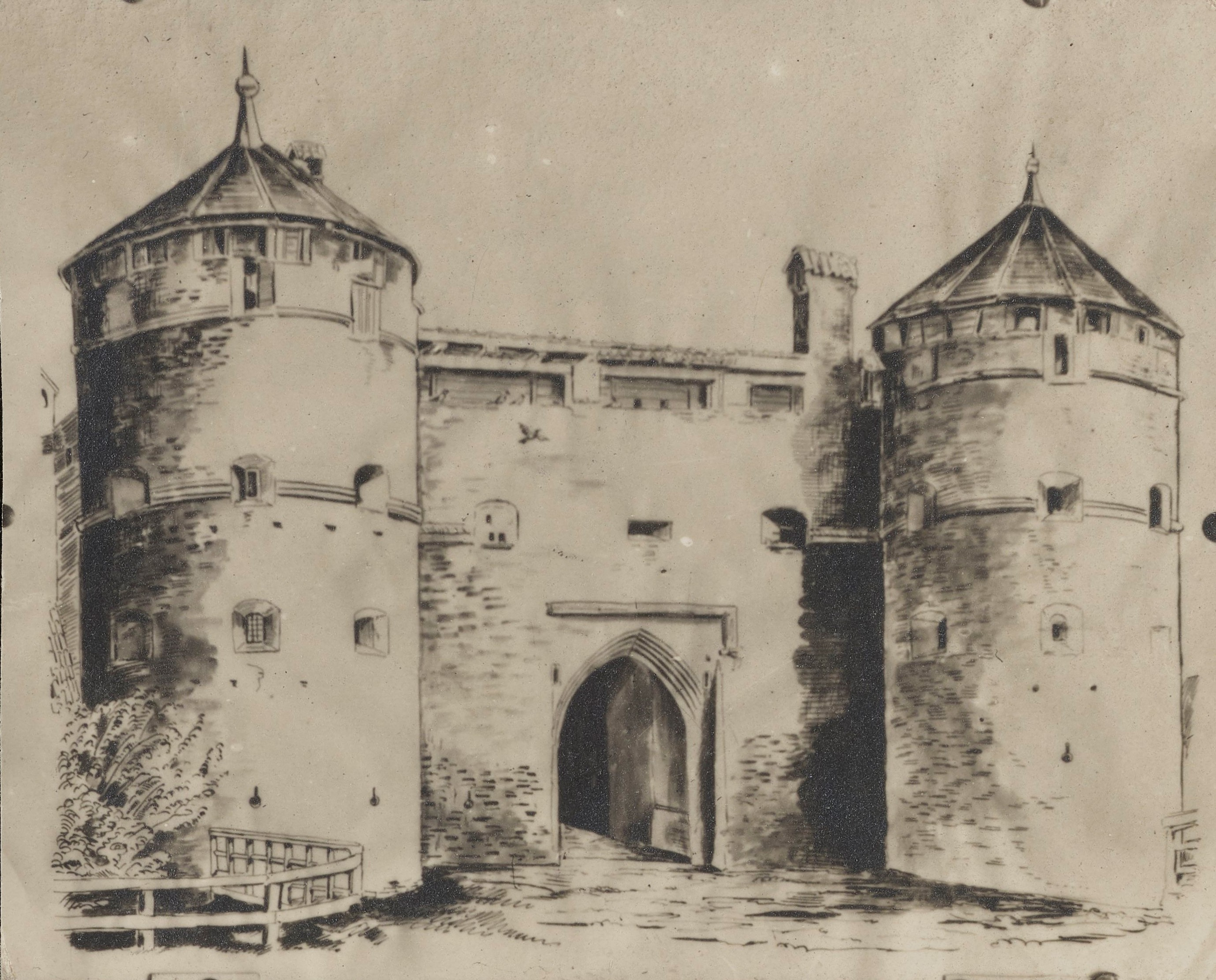
Малюнок Краківської брами Єжего Глоговського, 1910 рік

Краківську браму у документах вперше згадали 1386 р., але тоді вона, як і вулиця звалась Татарською. До 1404 р. збудували гранчасту вежу кушнірів понад брамою, до якої вів дерев'яний міст, згаданий 1407 р. На відміну від Галицької брами Краківська була довгастою, з подвійними воротами, осі прорізів яких не збігалися. Ян Шиндлер 1476 р. розпочав мурувати барбакан діаметром 19 м і малу вежу діаметром 10 м біля зовнішньої брами, сформувавши таким чином зовнішню частину брами на міському валі. Біля внутрішньої частини брами 1500 р. добудували другу малу вежу. У цих вежах знаходились скарбниці, до яких надходили зібрані у Львові податки — міські і королівські. На шиї Краківської брами, що мала ширину 12 м, до 1522 р. збудували вежу на Гребельці для захисту її з сторони внутрішнього міського рову. Під час пожежі 1527 р. комплекс Краківської брами майже не потерпів, чи не єдиний серед фортифікацій міста. Вежі Краківської брами 1628 р. відремонтував за свої кошти бургомістр Мартин Кампіан, а 1655 р. архітектор Андреа дель Аква звів нову круглу вежу кушнірів. Вогнем з веж Краківської брами 1695 р. відбили татарський напад на місто. При захопленні міста шведами у вересні 1704 р. єдина у місті обслуга вежі кушнірів загинула чи була розстріляна, але не здалась.

## Події

Зовнішня частина Краківської брами з Цельштадтом. Автор Качор І. В.

Галицька брама у місті вважалась парадною і через неї до міста заїздили поважні персони, яких представники міста зустрічали перед її зовнішньою частиною. Галицьку браму прикрашали сім образів святих, геральдичний лев понад воротами, мармурова позолочена фігура св. Яна з Дуклі та фігура лева, встановлена на стовпі, що була аналогічна фігурі Лева Лоренцовича з-під ратуші. Для відновлення оздоблення вежі магістрат витратив у 1670-х роках величезну суму у 5765 золотих. Інколи годинник з Галицької брами переносили на вежу ратуші замість поламаного. Краківська брама була менш престижною. На час загрози ворожого нападу, чи фінансової скрути її зазвичай закривали. 17 серпня 1623 р. вигоріло все Краківське передмістя до Краківської брами. Вогонь не подолав незабудованого простору, двох міських ровів і не перекинувся на місто, але спасителем міста оголосили св. Станіслава Костку, чий образ висів на брамі і кого стали вважати одним з католицьких патронів міста. Перед розбиранням 1783 р. Краківську браму замалював невідомий автор.

## Цельштадт

Цельштадт (вгорі) на плані Краківської брами

Цельштадт на панорамі готичного Львова І. Качора

З початком спорудження Низького муру, призначеного для використання вогнепальної зброї, постало питання необхідності навчання міщан стрільби з неї. Тому біля зовнішньої частини Краківської брами у 1420-х роках спорудили Цельштадт (стрільниця) розміром 8 м на 15 м, звідки міщани мали стріляти з гармати по мішені, розміщеній у міському рові біля наріжної вежі Високого муру. Також вправлялись у стрільбі з лука, аркебузи чи мушкета, гаківниці по мішені у вигляді півня. Під загрозою покарання міщани декілька разів на рік повинні були вправлятись у стрільбі, причому покарання негідну поведінку, появу п'яним становило 20 грошів. Для заохочення міщан 1445 р. було створено братство куркове, символом якого був півень. Золотар Матіас 1495 р. виготовив срібного півня, якого встановили на даху Цельштадту.
Раз на рік ремісничі цехи після богослужіння у катедрі йшли урочистою ходою до ратуші, де до них приєднувались райці міста, і далі похід прямував до Цельштадту. Очолювали похід сурмачі і два полки гарнізону з полковниками. Останнім їхав сурмач і старий король куркового братства у короні, що була головним призом змагання. Згідно із затвердженими королем правилами проходили змагання на найкращого стрільця міста, який отримував корону короля куркового братства, на рік визначені магістратом і королем привілеї і грошову винагороду. За друге місце давали вола, за третє барана із золоченими рогами. З 1635 р. обирали гарматного короля. Австрійці заборонили вручати корону, оскільки в імперії носити корону мав право лише цісар.